# Kobayashi Motofumi
Kobayashi Motofumi (小林源文?   nacido el 28 de enero, 1951 en la Prefectura de Fukushima) es una artista de gekiga (novela gráfica) realista japonés. Sus trabajos incluyen cómics como Panzergrenadier (装甲擲弾兵?), Guerrero en Llamas - Jochen Peiper (炎の騎士　ヨーヘン・パイパー戦記?) & Unternehmen Blau (ブラウ作戦?).
Motofumi Kobayashi fue el primer artista japonés en dibujar una serie de Marvel Comics en 1987. Es, sin duda, uno de los autores nipones que más y mejor ha sabido plasmar la crudeza del campo de batalla en cualquier época.
La característica más destacable del gekiga de Kobayashi, es que dista mucho de los trazos pulcros del manga que se aprenden siguiendo un patrón. Sus ilustraciones a tinta transmiten el hálito vivo de un ilustrador y su sólida habilidad para el boceto. En este punto, podría decirse que tiene el atractivo de un gekiga dibujado por un "artista gráfico".
Entre sus muchas obras del género bélico destacan Omega 7, Cat Shit One, Operación Barbarroja, Kampfgruppe ZVB o Vietnam War (todas ellas editadas en la colección Seinen Manga de Glénat).
- Datos: Q6918002